# Amanda Hale
| Amanda Hale                               | Amanda Hale                               |
| Kattints az alábbi külső linkek egyikére! | Kattints az alábbi külső linkek egyikére! |
| ----------------------------------------- | ----------------------------------------- |
| Nem található szabad kép.(?)              |                                           |
| külső link · jogvédett                    | Amanda Hale (TMDB)                        |

Amanda Hale (London, 1982. október 2.) ír származású brit színésznő.

## Élete

### Származása
Északnyugat-Londonban (más forrás szerint Walesben) született, ír bevándorló családban, négyen voltak testvérek. Egyik unokafivére Martin Glennie immunobiológus, a Southamptoni Egyetem tanára. 
Amanda eredetileg angol nyelvet és irodalmat akart tanulni az Oxfordi Egyetemen, de meggondolta magát és színésznek állt.

### Színészi pályája
A londoni Royal Academy of Dramatic Art (RADA) főiskolán 2005-ben végzett kiváló eredménnyel. Különleges képességei között írták le szép koloratúrszoprán énekhangját, széleskörű tánctudását és a brit színpadi harcművészeti akadémián (British Academy of Stage and Screen Combat) szerzett vívótudományát. A RADA 2003-as háziversenyén a legjobb színpadi vívó díját nyerte el. Végzés után azonnal színpadon kezdett dolgozni és filmes szerepeket is kapott. Első színpadi szerepeit a londoni National Youth Theatre színpadán játszotta.
Színpadi játékáért 2007-ben az Evening Standard saját díjosztóján (Evening Standard Awards) két díjra is jelölték, egyfelől a legjobb pályakezdőnek járó Milton Shulman Award for  Outstanding Newcomer díjra,másfelől a legjobb színésznőnek járó Evening Stadard-díjra, Tennessee Williams: Üvegfigurák (The Glass Menagerie) c. drámájában nyújtott Laura Wingfield-alakításáért, a londoni Apollo Színházban.

2008-ban a londoni Royal Court Theatre színpadán Clyde Fitch: A város (The City) című színművében szerepelt, kedvező kritikusi visszhanggal. Ugyancsak 2008-ban Cordeliát alakította Shakespeare: Lear király-ában, a liverpooli Playhouse Theatre-ben és a londoni Young Vic színházban. 
Első filmszerepét 2007-ben kapta, a Jane Austen művéből készült Tartózkodó érzelem című BBC-tévéfilmben. 2009-ben mellékszerepet vitt a John Keats életét feldolgozó Fényes csillag c. romantikus történetben. 2010-ben megjelent a Kémvadászok sorozat egyik epizódjában, 2013-ban a A vámpír, a vérfarkas és a szellem c. okkult sorozat egyik szerepében. Ugyanebben az évben főszerepet kapott a BBC A fehér királyné című történelmi tévéfilm-sorozatában, amely Philippa Gregory azonos című bestseller regényéből készült. Hale alakította Lady Margaret Beaufort-t, Richmond és Derby grófnéját, VII. Henrik angol király anyját. Kis szerepben megjelent a Ralph Fiennes által rendezett A titokzatos szerető című romantikus drámában, mely Charles Dickens életéről szól. 2019-ben űrrepülő tisztet játszott a Star Wars – Skywalker kora c. sci-fiben. Felívelő pályán halad, folyamatosan dolgozik színpadokon és filmszerepekben is.

## Filmszerepei
- 2021: A boszorkányok elveszett könyve (A Discovery of Witches); tévésorozat; Mary Sidney
- 2020: Halál a paradicsomban (Death in Paradise); tévésorozat; Vanessa McCormack / Tabitha Brown
- 2019: Dance Til You Bleed: The World According to Hans Christian Andersen; Anne Lisbeth
- 2019: Star Wars: Skywalker kora (Star Wars: Episode IX - The Rise of Skywalker); Kandia, tiszt
- 2015–2019: Catastrophe; tévésorozat; hat epizódban; Catherine
- 2013: A titokzatos szerető (The Invisible Woman); Fanny Ternan
- 2013: A fehér királyné (The White Queen); tévé-minisorozat; 10 epizódban; Lady Margaret Beaufort
- 2012-2013: Ripper Street; tévésorozat; hét epizódban; Emily Reid
- 2013: A vámpír, a vérfarkas és a szellem (Being Human); tévésorozat; Lady Mary
- 2011: A bíbor szirom és a fehér (The Crimson Petal and the White); tév-minisorozat; Mrs. Agnes Rackham
- 2010: Kémvadászok (Spooks); tévésorozat; Meg Kirby
- 2009: Murderland; tévé-minisorozat; Carol Walsh
- 2009: Fényes csillag (Bright Star); Reynolds húga
- 2007: Jekyll; tévé-minisorozat; Sally
- 2007: Tartózkodó érzelem (Persuasion); tévéfilm; Mary Musgrove

## További információ
- Amanda Hale a PORT.hu-n (magyarul)
- Amanda Hale az Internetes Szinkronadatbázisban (magyarul)
- Amanda Hale az Internet Movie Database-ben (angolul)
- Amanda Hale a Rotten Tomatoeson (angolul)
- Amanda Hale. Filmkatalógus.hu (magyarul)
- Amanda Hale az AlloCiné weboldalán (franciául)
- Amanda Hale Profile (angol nyelven). famousfix.com. (Hozzáférés: 2023. július 15.)
- Amanda Hale. Életrajz (magyar nyelven). TMDB (themoviedb.org)